# كانون فوكودا
كانون فوكودا (باليابانية: 福田花音؛ بالكانا: フクダ カノン) هي مغنية ومؤدية صوت وكاتبة غنائية وشاعرة يابانية، ولدت في 12 مارس 1995 في سايتاما في اليابان.

## وصلات خارجية
- الموقع الرسمي
- كانون فوكودا على موقع IMDb (الإنجليزية)
- كانون فوكودا على موقع ميوزك برينز (الإنجليزية)
- كانون فوكودا على موقع ديسكوغز (الإنجليزية)
- كانون فوكودا على موقع ديسكوغز (الإنجليزية)
- كانون فوكودا على موقع قاعدة بيانات الفيلم (الإنجليزية)
- كانون فوكودا على موقع ANN person (الإنجليزية)